# Cariboo Regional District
Cariboo Regional District är ett regionalt distrikt i provinsen British Columbia i Kanada.   Antalet invånare var 61 988 år 2016 och ytan är 80 610 kvadratkilometer.
I Cariboo Regional District finns fyra kommuner: städerna Quesnel och Williams Lake, samt 100 Mile House och Wells som har kommuntyp district municpality.